# Escudo de Flix

Escudo oficial de Flix

El escudo oficial de Flix blasonamiento:
Escudo en loseta: de plata, un fresno frutado de sinople. Por timbre, una corona de barón.

## Historia
Fue aprobado el 22 de febrero del 2005 y publicado al DOGC el 7 de marzo del mismo año.
El fresno es la señal hablando tradicional del municipio. El fresno es un elemento emblemático que preside la plaza de la iglesia, y que fue plantado después de la gran riada a comienzo del siglo XX. El castillo de Flix, del siglo XII, fue el centro de una baronía adquirida el 1398 por la ciudad de Barcelona para dominar el tráfico del Ebro; la corona de encima el escudo recuerda esta antigua posesión señorial.